# 欧比涅拉康
欧比涅拉康（法語：Aubigné-Racan，法語發音：[obiɲe ʁakɑ̃]）是法国萨尔特省的一个市镇，属于拉弗莱什区。

## 地理
欧比涅拉康（47°41'27"N, 0°16'4"E）面积32.03 平方千米，位于法国卢瓦尔河地区大区萨尔特省，该省份为法国西北部内陆省份，北起顺时针与奥恩省、厄尔-卢瓦省、卢瓦-谢尔省、安德尔-卢瓦尔省、曼恩-卢瓦尔省和马耶讷省接壤，是法国大西部的入口，连接卢瓦尔河谷、布列塔尼和巴黎盆地。
与欧比涅拉康接壤的市镇（或旧市镇、城区）包括：马耶、萨尔塞、瓦斯、韦尔内伊勒谢蒂夫、拉沙佩勒欧舒、库隆热、圣日耳曼达尔塞、勒吕德。

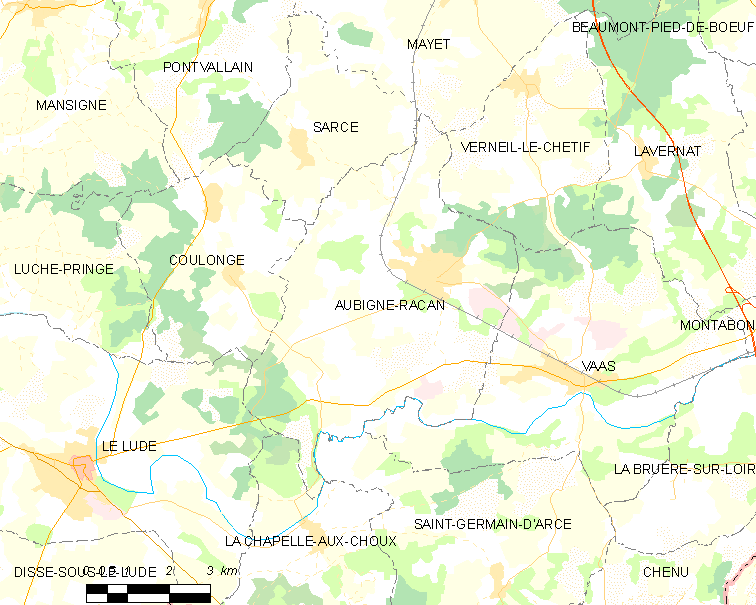
欧比涅拉康的OSM定位图

欧比涅拉康的时区为UTC+01:00、UTC+02:00（夏令时）。

## 行政
欧比涅拉康的邮政编码为72800，INSEE市镇编码为72013。

## 政治
欧比涅拉康所属的省级选区为勒吕德县。

## 人口

1962-2008年间欧比涅拉康人口变化图示

欧比涅拉康于2022年1月1日时的人口数量为2131人。